# 13376 Dunphy
13376 Dunphy è un asteroide della fascia principale. Scoperto nel 1998, presenta un'orbita caratterizzata da un semiasse maggiore pari a 2,6467749 UA e da un'eccentricità di 0,1444639, inclinata di 9,53805° rispetto all'eclittica.